# انقباض طول

دیاگرام مینکوفسکی و انقباض طول. در چهارچوب S تمامی رویدادهای موازی با محور x هم‌زمان هستند، در حالی که در چهارچوب 'S رویدادهای موازی با محور 'x هم‌زمان هستند.

انقباض طول که به انقباض لورنتس–جرالد نیز معروف است، یکی از نتایج نظریهٔ نسبیت خاص است که آلبرت اینشتین در سال ۱۹۰۵ ارائه داده بود.
مطابق این نتیجه، در تمام اجسامی که با سرعتی غیر از صفر نسبت به یک ناظر در حال حرکت هستند
طول کاهش می‌یابد. نکته مهم این است که این تغییر طول در سرعت‌های پایین بسیار ناچیز و قابل
چشم پوشی است و تنها در مواردی محسوس است که سرعت جسمی حداقل یک دهم سرعت نور باشد.
رابطهٔ این پدیده به این صورت است:
طول معمولی در شرایط ثابت: L0
طولی که یک ناظر می‌بیند: L1
عامل لورنتس"gamma" (همیشه بزرگ‌تر از ۱): {\displaystyle \gamma \ {\stackrel {\mathrm {def} }{=}}\ {\frac {1}{\sqrt {1-{\frac {u^{2}}{c^{2}}}}}}}
L1= L0
/gamma
سرعت نسبی بین ناظر و جسم : u
سرعت نور : c
برای اثبات این موضوع دو جسم را تصور کنید که یکی در چارچوب ساکن قرار دارد و دیگری در چارچوب متحرک. در جسم اول که طول آن را باx نشان می‌دهیم هرگاه پرتوی نوری را از یک سر جسم به سر دیگر آن که آینه‌ای در آن قرار دارد بتابانیم طول جسم برابر نصف زمان رفت و برگشت نور (t) در سرعتش است. یعنی 2/x = ct.
ولی در جسم دوم که در چارچوب متحرکی است و طول آن را با x1 نشان می‌دهیم طول جسم کاهش می‌یابد زیرا بر طبق قاعدهٔ اتساع زمان، زمان در چارچوب‌های متحرک کندتر می‌گذرد پس وقتی که زمان کمتری (t1) در همان سرعت ضرب شود طول کاهش می‌شود. یعنی x1 = ct1/2.
مثالی که برای انقباض لورنتس – جرالد وجود دارد، قضیهٔ فضا پیماها است؛ می‌گویند فضاپیمایی که در حالت عادی ۷۰ متر طول دارد زمانی که با سرعتی در نزدیکی به سرعت نور حرکت کند از دید ناظر در حدود ۱۰ متر به نظر می‌رسد.
انقباض طول به هیچ وجه پنداری نیست، بلکه به تمام معنی واقعی است. شگفت‌آور است که تا تاریخ ۱۹۶۰ هیچ معمایی در مورد انقباض طول مطرح نشده است. در صورتی که آلبرت اینشتین در سال ۱۹۱۱ معمای انبساط زمان را که به پارادوکس دوقلوها مشهور است، مطرح کرده بود.